# Barbara Petzold
Barbara Petzold, född 8 augusti 1955 i Hammerunterwiesenthal, är en längdskidåkare som tävlade för det tidigare Östtyskland under 1970- och 80-talen. Petzold tog medalj vid fem mästerskap i rad från 1974 till 1982.
Hon är den näst yngsta åkaren någonsin att ta en VM-medalj. Endast Therese Johaug har varit yngre.
Petzold satt under perioden 1981-1986 i DDR:s Volkskammer för Freie Deutsche Jugend och var från 1977 till 1989 medlem av Tysklands socialistiska enhetsparti (SED). Sedan 1990 har hon arbetat som advokat.